# Pardosa californica
Pardosa californica es una especie de araña araneomorfa del género Pardosa, familia Lycosidae. Fue descrita científicamente por Keyserling en 1887.
Habita en México y los Estados Unidos (Oregón e Idaho, al sur de Baja California y Utah). La hembra mide aproximadamente 6 mm y el macho 5 mm.